# Prosownica rozpierzchła
Prosownica rozpierzchła (Milium effusum L.) – gatunek rośliny wieloletniej z rodziny wiechlinowatych. Występuje w całej niemal Europie (brak jej tylko południowych krańcach kontynentu), w części Azji znajdującej się pod wpływem klimatu umiarkowanego oraz we wschodniej i środkowej Ameryce Północnej. W Polsce jest pospolity niemal na całym niżu (nieco rzadszy na północnym wschodzie) i w górach.

## Morfologia

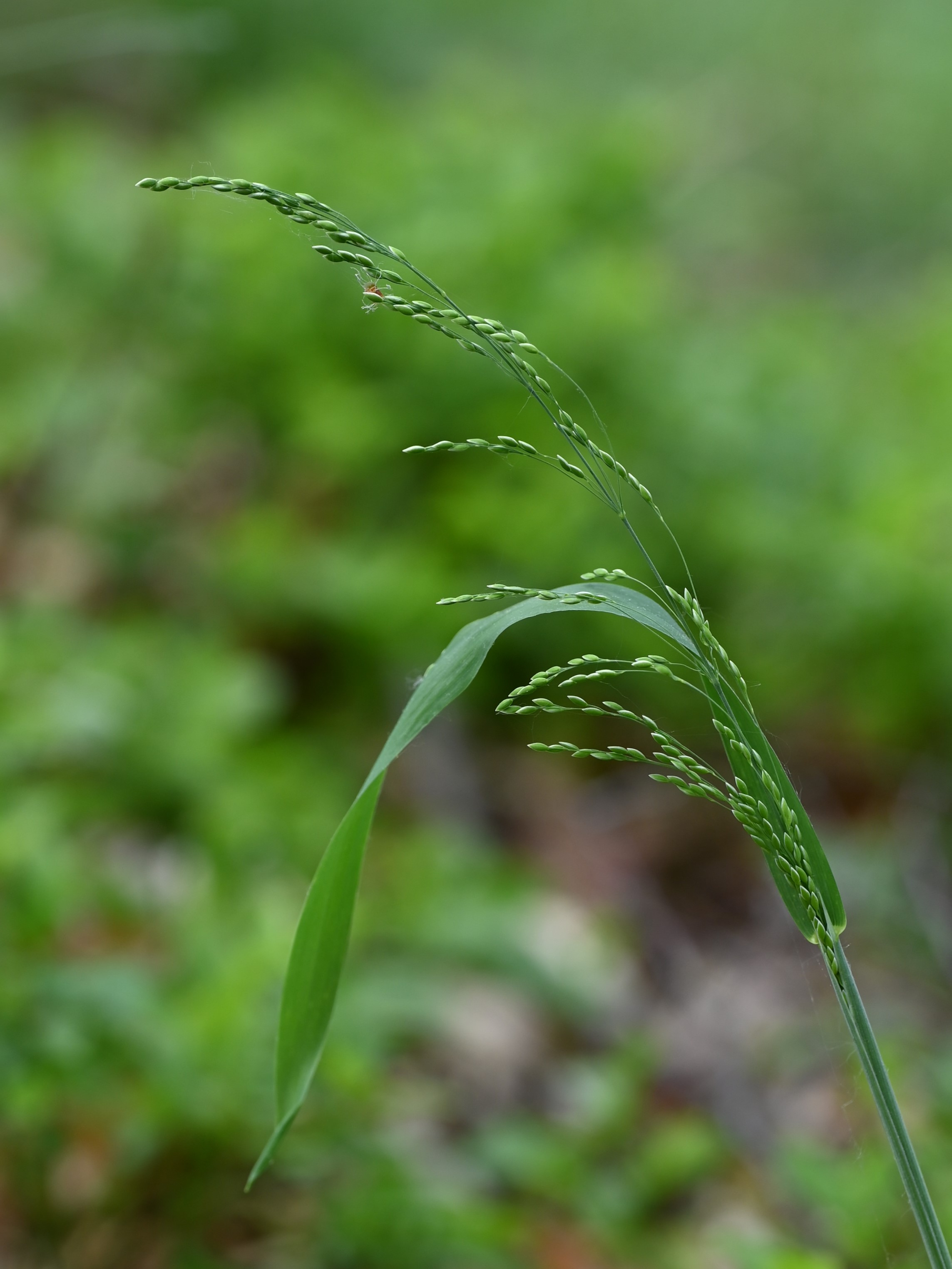
Kwiatostan

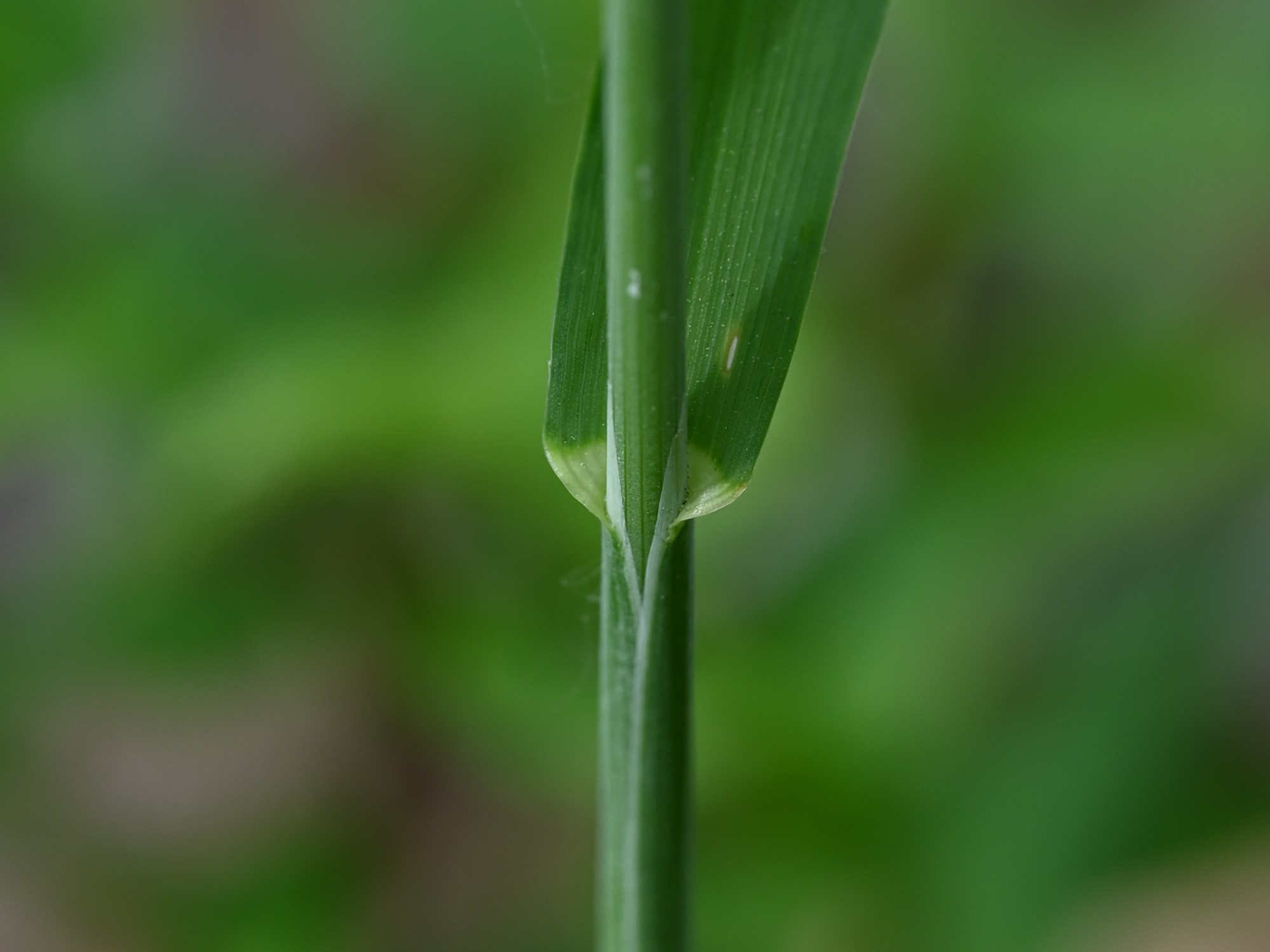
Nasada blaszki

ŁodygaSilne, wzniesione i proste źdźbło o wysokości do 1 m. Roślina wytwarza też podziemne czołgające się rozłogi.
LiścieŻywozielonego koloru, szerokości do 1,5 cm. Mają bardzo szorstkie brzegi. Języczek liściowy wyraźny, tępo zakończony.
KwiatyZebrane w jednokwiatowe kłoski tworzące silnie rozpierzchłą wiechę o długości do 20 cm. Gałązki wiechy cienkie, początkowo poziome lub nieco wzniesione, po przekwitnięciu zwieszające się w dół. Zielone kłoski mają jajowaty kształt, dwie plewy bez ości i plewki o długości ok. 2,5 mm, po dojrzeniu szarobrunatne i połyskujące. Kwiat zbudowany jest z 1 słupka o dwóch piórkowatych znamionach, 3 pręcików o długich nitkach i szczątkowego okwiatu składającego się z dwóch łuszczek.
OwocZiarniak podobny z wyglądu do ziaren prosa (stąd gatunkowa nazwa rośliny).

## Biologia
Bylina, hemikryptofit. Kwitnie od maja do czerwca, jest wiatropylna. Siedlisko: lasy liściaste, szczególnie buczyny, łęgi, grądy. W górach występuje aż do piętro kosodrzewiny. Na roślinie żerują gąsienice motyla górówka boruta. W klasyfikacji zbiorowisk roślinnych gatunek charakterystyczny dla rzędu (O.) Fagetalia.